# Andreas Mayer (Wissenschaftshistoriker)
Andreas Mayer (geboren am 9. März 1970 in Wien) ist ein österreichischer Wissenschaftshistoriker, Soziologe und Musikwissenschaftler.

## Leben
Andreas Mayer studierte in Wien, Cambridge und Paris. Seine Promotion absolvierte er 2001 an der Universität Bielefeld. Zahlreiche Buch- und Zeitschriftenpublikationen zur Geschichte der Humanwissenschaften, zum Verhältnis von Wissenschaft und Kunst, sowie im Speziellen zur Geschichte und Soziologie der Psychoanalyse, die in mehrere Sprachen übersetzt sind. Gemeinsam mit Lydia Marinelli gilt er als einer der wichtigsten Vertreter der „New Freud Studies“. Von 2005 bis 2007 lehrte er an der University of Cambridge, sowie wiederholt als Gastprofessor an der University of Chicago und an der École des Hautes Études en Sciences Sociales (Paris). Von 2008 bis 2013 war er wissenschaftlicher Mitarbeiter am Max-Planck-Institut für Wissenschaftsgeschichte in Berlin. Seit 2014 ist er Senior Researcher am Centre Alexandre Koyré (CNRS) und lehrt an der École des Hautes Études en Sciences Sociales (Paris). 2019–2020 war er Fellow am Wissenschaftskolleg zu Berlin und 2021–2022 Marc-Bloch-Gastprofessor an der Humboldt-Universität. Seit 2022 ist er Mitglied des Centre Marc Bloch und leitet dort den Forschungsschwerpunkt
Dynamiken und Erfahrungen der Globalisierung.

## Schriften

### Als Autor
- Sigmund Freud zur Einführung. Junius, Hamburg 2016 (2. erw. Aufl., 2020, 3. erw. Aufl., 2022), ISBN 978-3-88506-090-1.
- Introduction à Sigmund Freud. Paris: La Découverte, 2020, ISBN 978-2-7071-9733-7.
- The Science of Walking. Investigations Into Locomotion in the Long Nineteenth Century. University of Chicago Press, Chicago 2020, ISBN 978-0-226-32835-5.
- Wissenschaft vom Gehen. Die Erforschung der Bewegung im 19. Jahrhundert. S. Fischer, Frankfurt am Main 2013, ISBN 978-3-10-048604-2.
- Sites of the Unconscious. Hypnosis and the Emergence of the Psychoanalytic Setting. University of Chicago Press, Chicago 2013, ISBN 978-0-226-05800-9.
- Gradiva’s gait. Tracing the Figure of a Walking Woman. Critical Inquiry 38/3 (Spring 2012), S. 554–578.
- The Physiological Circus. Knowing, Representing, and Training Horses in Motion in Nineteenth-Century France. Representations 111 (2010), S. 88–120.
- Das Bildgedächtnis der Traumforschung. Bausteine zu einer historischen Kritik. Bildwelten des Wissens. Kunsthistorisches Jahrbuch für Bildkritik 6 (2008).
- Lost Objects. From the Laboratories of Hypnosis to the Psychoanalytic Setting. Science in Context 19 (2006).
- Mikroskopie der Psyche. Die Anfänge der Psychoanalyse im Hypnose-Labor. Wallstein, Göttingen 2002, ISBN 3-89244-616-4.
- Franz Schubert. Eine historische Phantasie. Turia + Kant, Wien 1997, ISBN 978-3-85132-153-1.

### Gemeinsam mit Lydia Marinelli
- Forgetting Freud? For a New Historiography of Psychoanalysis, Sonderheft Science in Context 19 (1), März 2006.
- Dreaming by the Book. The „Interpretation of Dreams“ and the history of the psychoanalytic movement. Other Press. New York, London 2003, ISBN 1-59051-009-7.
- Träume nach Freud. Die „Traumdeutung“ und die Geschichte der psychoanalytischen Bewegung. Verlag Turia + Kant, Wien 2002, ISBN 3-85132-321-1.
  - 2. durchges. Auflage mit einem Vorwort von John Burnham, Verlag Turia + Kant, Wien 2009, ISBN 978-3-85132-540-9.
- Rêver avec Freud. L'histoire collective de "L'Interprétation du rêve", Aubier, 2009, ISBN 978-2-7007-0398-6.
- Sognare a libro aperto. "L’interpretazione dei sogni" di Freud e la storia del movimento psicanalitico. Bollati-Boringhieri, 2010, ISBN 978-88-339-2096-2.
- Soñar con Freud. La interpretación de los sueños y la historia del movimiento psicoanalítico, C. Plata/Ed.Lit, 2011, ISBN  978-987-1772-26-1.
- Die Lesbarkeit der Träume. Zu einer Geschichte von Freuds „Traumdeutung“. Fischer-Taschenbuch-Verlag, Frankfurt am Main 2000, ISBN 3-596-14520-1.

### Als Herausgeber und Übersetzer
- Honoré de Balzac: Theorie des Gehens. Friedenauer Presse, Berlin 2022, ISBN 978-3-7518-0622-0.
- Honoré de Balzac: Abhandlung über moderne Stimulanzien. Friedenauer Presse, Berlin 2023, ISBN 978-3-7518-8004-6.

### Als Herausgeber
- Lydia Marinelli: Schriften zur Geschichte der Psychoanalyse. Band 1: Tricks der Evidenz. Verlag Turia + Kant, Wien 2009, ISBN 978-3-85132-542-3.
- gemeinsam mit Alexandre Métraux: Kunstmaschinen: Spielräume des Sehens zwischen Wissenschaft und Ästhetik. Fischer Taschenbuch Verlag, Frankfurt am Main 2005, ISBN 3-596-16183-5.

## Auszeichnungen
- Médaille de bronze du CNRS (2018)[6]
- Fellow am Wissenschaftskolleg zu Berlin (2019–2020)[7]